# Allunionsverwaltung für den Schutz der Autorenrechte
Die Allunionsverwaltung für den Schutz der Autorenrechte (Wsessoiusnoje uprawlenije po ochrane awtorskich praw (WUOAP), russisch Всесоюзное управление по охране авторских прав) war für den Urheberrechtsschutz in der UdSSR zuständig.
Die WUOAP wurde 1932 zum Zwecke der Entgelterhebung und -auszahlung für sowjetische Urheber als zentrale staatliche Verwaltungsbehörde für alle Unionsrepubliken gegründet. 1938 erhielt sie den Namen „Allunionsverwaltung für den Schutz des Urheberrechts“. Auslöser für deren Gründung waren die Änderungen des Sowjetischen Urheberrechts am 16. Mai 1928.
Nachdem die Sowjetunion am 27. Februar 1973 mit Wirkung zum 27. Mai 1973 dem Internationalen Welturheberrechtsabkommen beigetreten war, wurde durch Dekret vom 20. August am 20. September 1973 die „Allunionsagentur für den Schutz der Autorenrechte (WAAP)“ (Всесоюзное Агентство по авторским правам ВААП) gegründet, eine offiziell nichtstaatliche Autorenorganisation. Die WAAP ersetzte die WUOAP.